# محوطه لوسون سو
محوطه لوسون سو مربوط به دوران‌های تاریخی پس از اسلام است و در شهرستان رودسر، بخش رحیم آباد، روستای رودبارک واقع شده و این اثر در تاریخ ۲ بهمن ۱۳۸۲ با شمارهٔ ثبت ۱۰۷۳۷ به‌عنوان یکی از آثار ملی ایران به ثبت رسیده‌است.